# Aptinus
Aptinus  (лат.) — род жужелиц из подсемейства Brachininae.

## Описание
Жуки средних размеров, в длину обычно достигают 10—13 мм. Надкрылья обычно синие, реже смоляно-бурые или чёрные, у многих видов со светлыми пятнами. Промежутки надкрылий плоские и слабо выпуклые, бороздки не явственные.

## Систематика
В составе рода:
- Aptinus acutangulus Chaudoir, 1876
- Aptinus alpinus Dejean & Boisduval, 1829
- Aptinus bombarda (Illiger, 1800)
- Aptinus cordicollis Chaudoir, 1843
- Aptinus creticus Pic, 1903
- Aptinus displosor (L. Dufour, 1811)
- Aptinus lugubris Schaum, 1862
- Aptinus merditanus Apfelbeck, 1918
- Aptinus pyrenaeus Dejean, 1825